# Divisibilità dei polinomi
In algebra, si dice che un polinomio {\displaystyle A(x)} è divisibile per un altro polinomio {\displaystyle B(x)} se e solo se la divisione di {\displaystyle A(x)} per {\displaystyle B(x)} dà resto 0.
Se {\displaystyle B(x)} è di primo grado, il teorema di Ruffini fornisce un metodo efficiente per calcolare il resto della divisione. Se il resto è zero, allora il polinomio {\displaystyle A(x)} è divisibile per {\displaystyle B(x)}.

## Casi notevoli
Come conseguenza del teorema del resto, un polinomio può essere divisibile per:
- {\displaystyle (x-1)} se e solo se la somma di ogni coefficiente del dividendo è uguale a 0.
- {\displaystyle (x+1)} se e solo se la somma dei coefficienti dei monomi del dividendo di grado dispari è uguale alla somma di quelli di grado pari.